# Arhitektura u 1658.
◄◄ | ◄ | 1655. | 1656. | 1657. | 1658.  | 1659. | 1660. | 1661. | ► | ►►
Arhitektura • Astronomija • Glazba • Kazalište • Kemija • Kiparstvo • Knjige • Književnost • Kršćanstvo • Medicina • Politika • Pravo • Promet • Slikarstvo • Znanost
Arhitektura u 1658.

## Hrvatska i u Hrvata

### Zgrade i druge građevine
- Nakon požara 1606., Crkva Gospe od Soca u Splitu obnovljena u baroknom slogu

## Vanjske poveznice
|  | Zajednički poslužitelj ima još gradiva o temi Arhitektura u 1650-im |